# Huerto del Cura
El Huerto del Cura (en valenciano, Hort del Cura) es un jardín botánico ubicado en la ciudad de Elche, en la provincia de Alicante (España). 
El jardín posee unos 13 000 m² densamente poblado de palmeras. En él viven alrededor de 1000 palmeras, en su mayoría datileras. 
Además de palmeras, crecen plantas de los huertos mediterráneos, como granados, azofaifos, naranjos, higueras y limoneros, a los que se han ido añadiendo con el tiempo plantas de origen subtropical y una colección de cactus.
Este Huerto (en Elche se denomina huerto a una parcela de tierra con palmeras) debe su nombre al capellán José Castaño Sánchez, que fue su propietario hasta el año 1918. 
Es el jardín más importante del conjunto denominado Palmeral de Elche, declarado Patrimonio de la Humanidad en el año 2000.

## Historia
El Huerto del Cura, de tan solo 13 361 m², nació con su extensión actual cuando en 1876, el labrador Andrés Castaño Peral compró una parcela del huerto en que vivía como arrendado a Juan Espuche. 

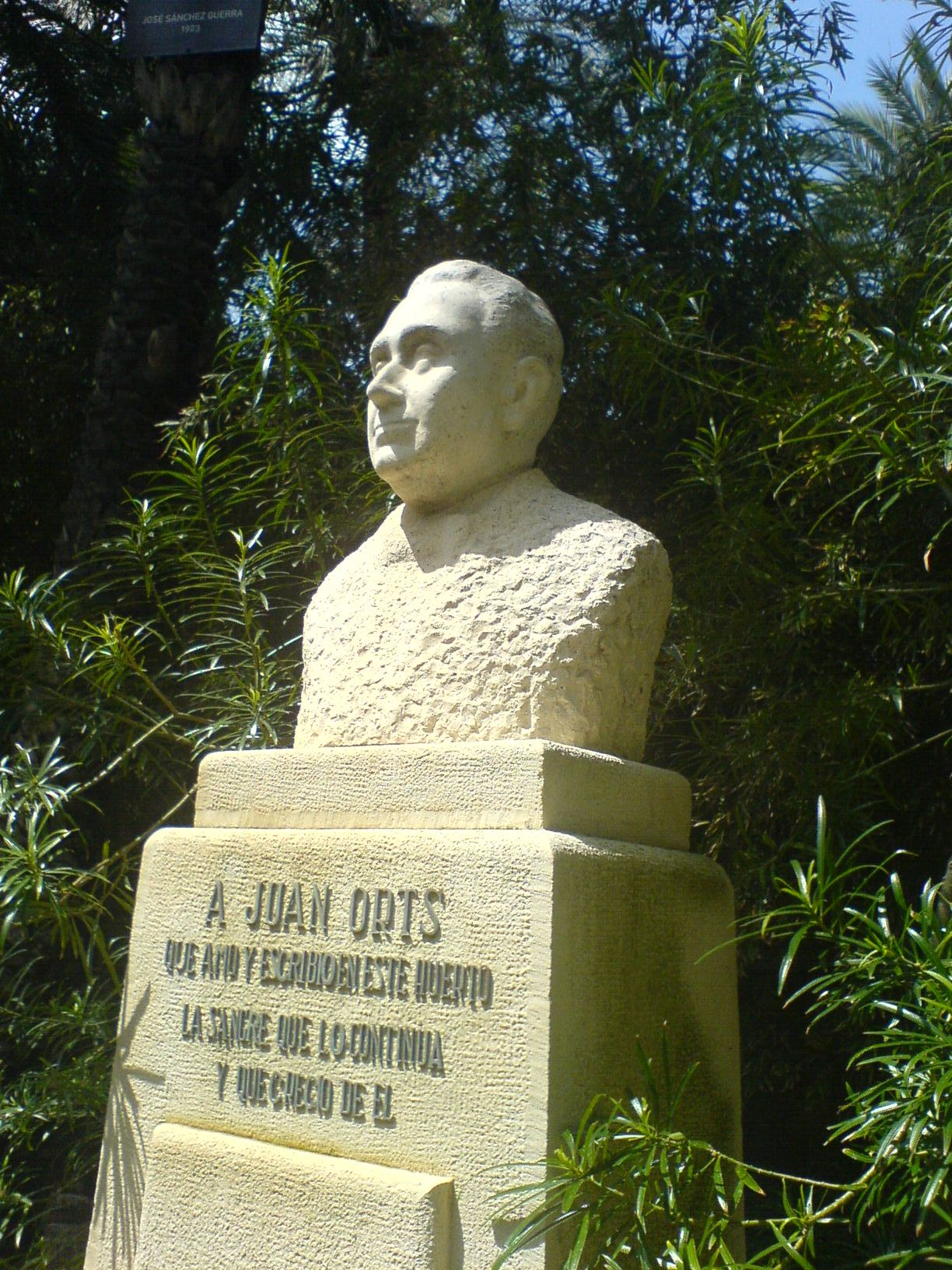
Busto de Juan Orts Román

A la muerte de este, el huerto fue heredado por sus hijos varones, siendo su propietario el segundo de ellos, el capellán José Castaño Sánchez, nacido el 12 de mayo de 1843, siendo por ello el huerto conocido como del capellán Castaño, para luego llamarse definitivamente Huerto del Cura.
La popularidad de este huerto se inició el año 1873 con un fenómeno no muy corriente, pues en ese año comenzaron a brotar del tronco de una palmera macho muchos hijuelos a la altura de 1,80 m, a primeros del siglo XX los hijos quedaron reducidos a siete, con lo que la palmera quedó tal y como puede verse en la actualidad.
En el año 1894 llegó al puerto de Alicante Elizabeth de Wittelsbach, esposa del emperador Francisco José de Austria y Hungría y más conocida popularmente como Sissi. Viajó a Elche, en donde le enseñaron el huerto. La emperatriz quedó profundamente impresionada cuando contempló la palmera, comentándole a su propietario (el capellán Castaño), que esa palmera tenía un poder y una fuerza digna de un imperio, aconsejándole que le pusiese un nombre. Luego de esta visita el capellán pensó en lo que había pasado, y empezó a llamarla, en su honor, Palmera Imperial. De este modo comenzó la tradición de dedicarle a algunos de los visitantes más ilustres las palmeras existentes en el Huerto.
De 1940 a 1958 fue su propietario el intelectual erudito ilicitano Juan Orts Román que tiene trabajos sobre las Palmeras, el Palmeral y el Misterio de Elche, que gracias a sus esfuerzos, en el 1943 se declaró este jardín como Jardín Artístico Nacional. El mismo día en que apareció en el BOE la proclamación de Jardines Artísticos Nacionales de La Alhambra y El Generalife, se otorgaba el mismo galardón al Palmeral de Elche.

## Localización
Se encuentra dentro del perímetro urbano de la ciudad de Elche.
Huerto del Cura Puerta de la morera, 49, Elche, Provincia de Alicante, Comunidad Valenciana, España.
Planos y vistas satelitales.38°15′51″N 0°41′28″O / 38.26417, -0.69111
Para su visita se paga una tarifa de entrada.

## Colecciones
- La Palmera Imperial

La estrella indiscutible del jardín es el ejemplar de Phoenix dactylifera L. de la familia Arecaceae, denominado Palmera imperial, palmera datilera con 7 brazos que salen a una altura de 1,50 m del tronco principal del que se alimentan (uno de los cuales está seco y no produce palmas), con un peso de unas 10 t, y una edad de unos 165 años.
Esta palmera singular, debe su nombre a la Emperatriz Isabel de Baviera ("Sissi") a quien se la dedicó el capellán Castaño en la visita que efectuó al huerto en 1894. También es recuerdo de esta visita, el busto de la Emperatriz que se encuentra en la cara norte de la Palmera Imperial.
- Palmeras rotuladas

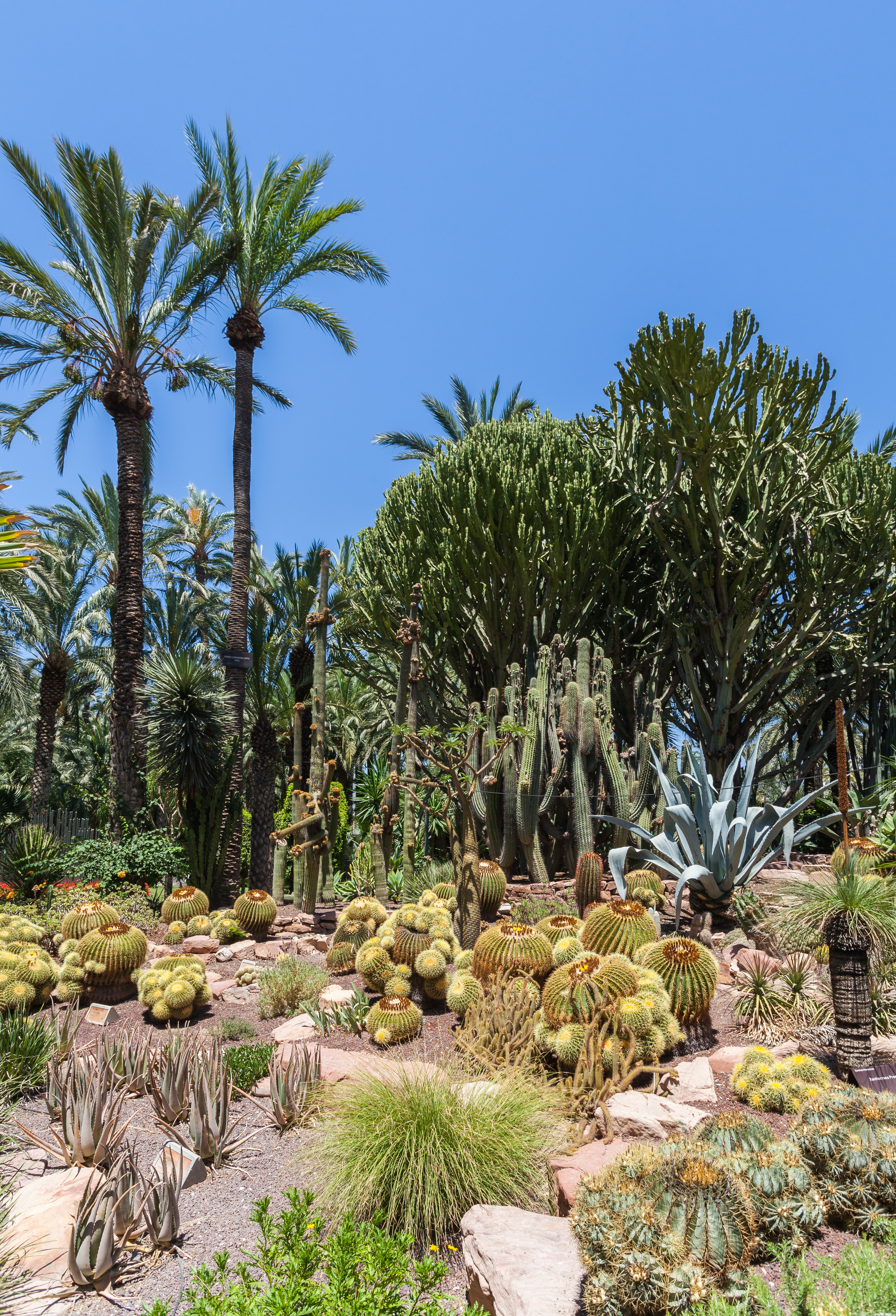
Grupo de Echinocactus grusoni en la rocalla

Todo el jardín es un espeso palmeral, y junto a las palmeras en su mayoría datileras se distribuyen el resto de las plantas, de origen mediterráneo y subtropical. Andando por los paseos se observan algunas de las palmeras con rótulos en sus troncos. Son nombres de personalidades con vinculaciones con Elche y el jardín, que a lo largo de la historia se les ha dedicado en homenaje una de las palmeras del jardín como Unamuno, Oscar Esplá, Severo Ochoa y varios presidentes y reyes (como Alfonso XIII) del siglo XX.
- La Rocalla

Es una colección de cactus y plantas crasas, que se encuentran en una zona del jardín a pleno sol, dispuestas entre rocas. La rocalla, se encuentra rodeada de unos estanques que dan un alivio de frescura a su alrededor.
- Esculturas

Esparcidas por el jardín hay varias esculturas, destacándose entre otras, una copia de la escultura íbera de la Dama de Elche, también del erudito ilicitano Juan Orts Román.
Otra escultura es un busto de Jaime I el Conquistador, que conquistó la ciudad de Elche a los árabes en el 1265, y gracias a él, se libró el palmeral de su destrucción en contra de la costumbre de la época de arrasar los bosques alrededor de las ciudades conquistadas.

## Galería de imágenes

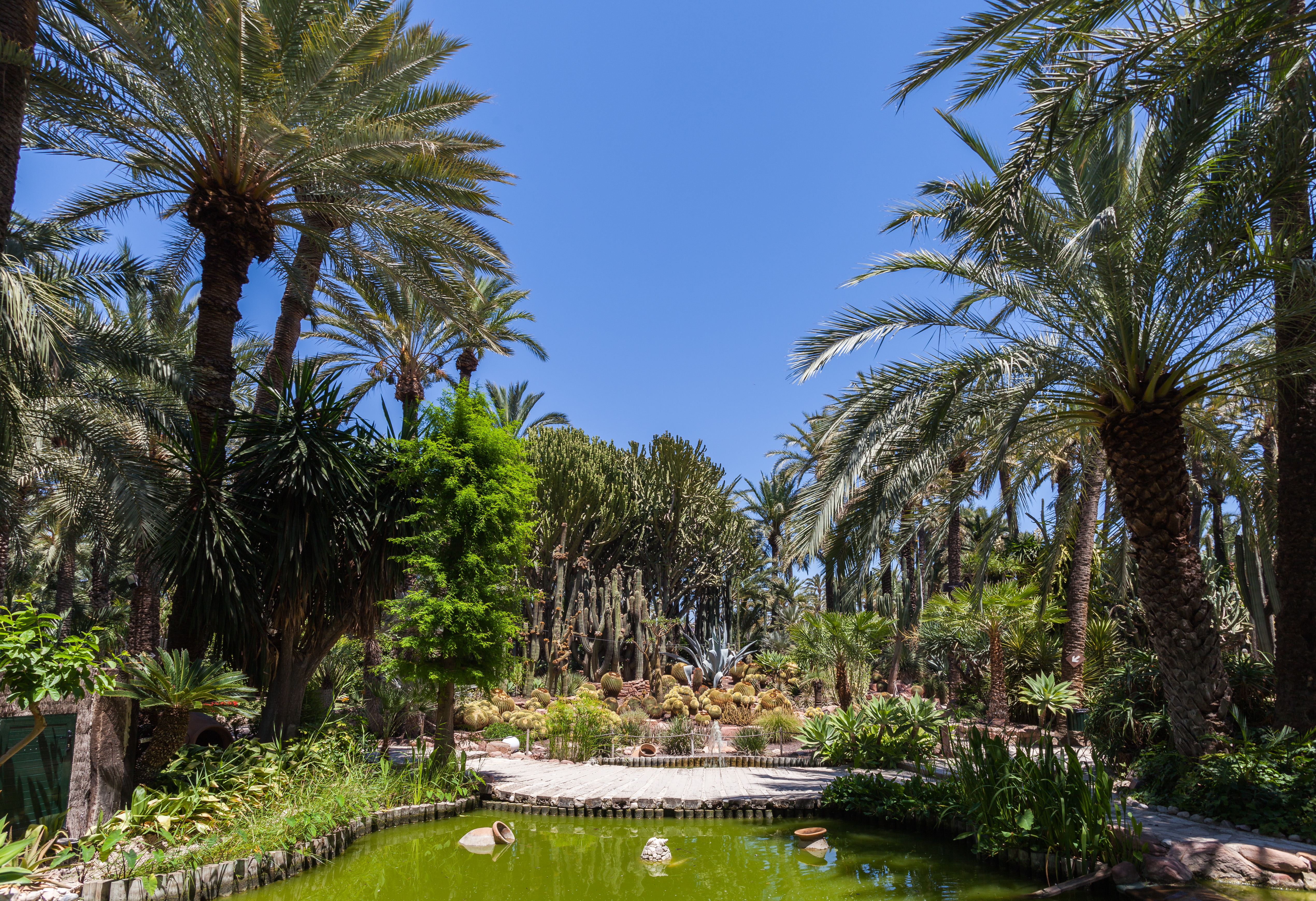
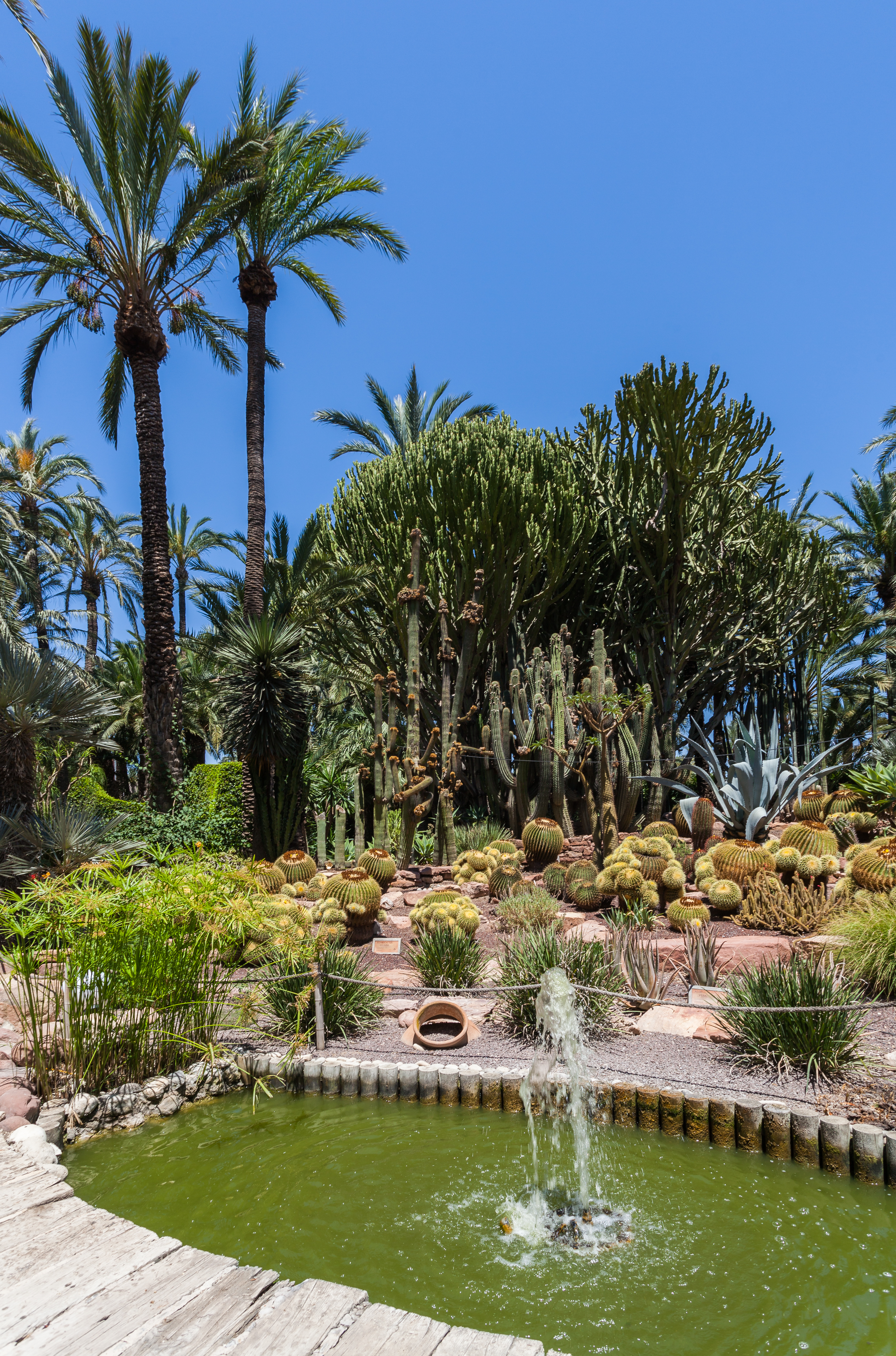
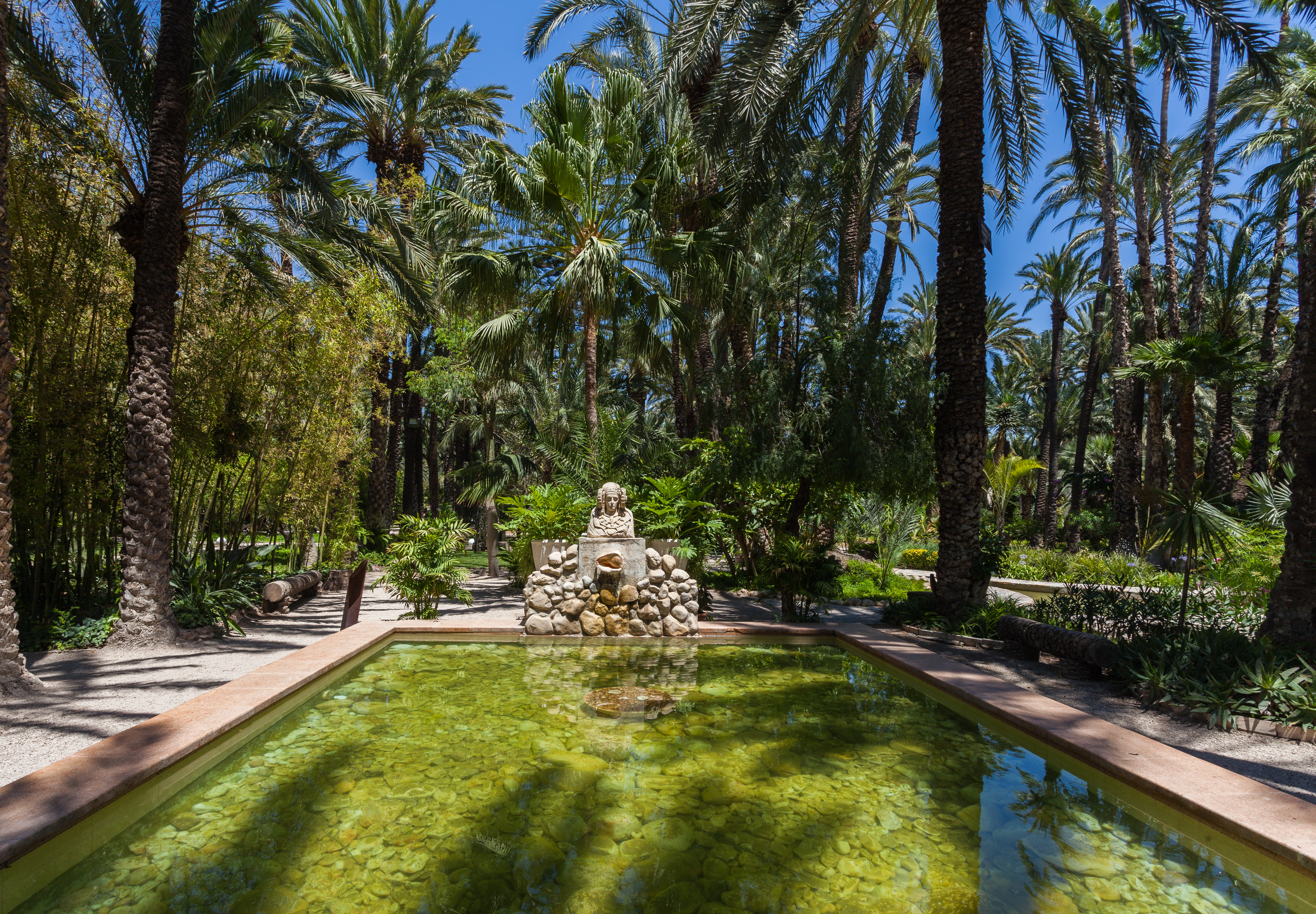
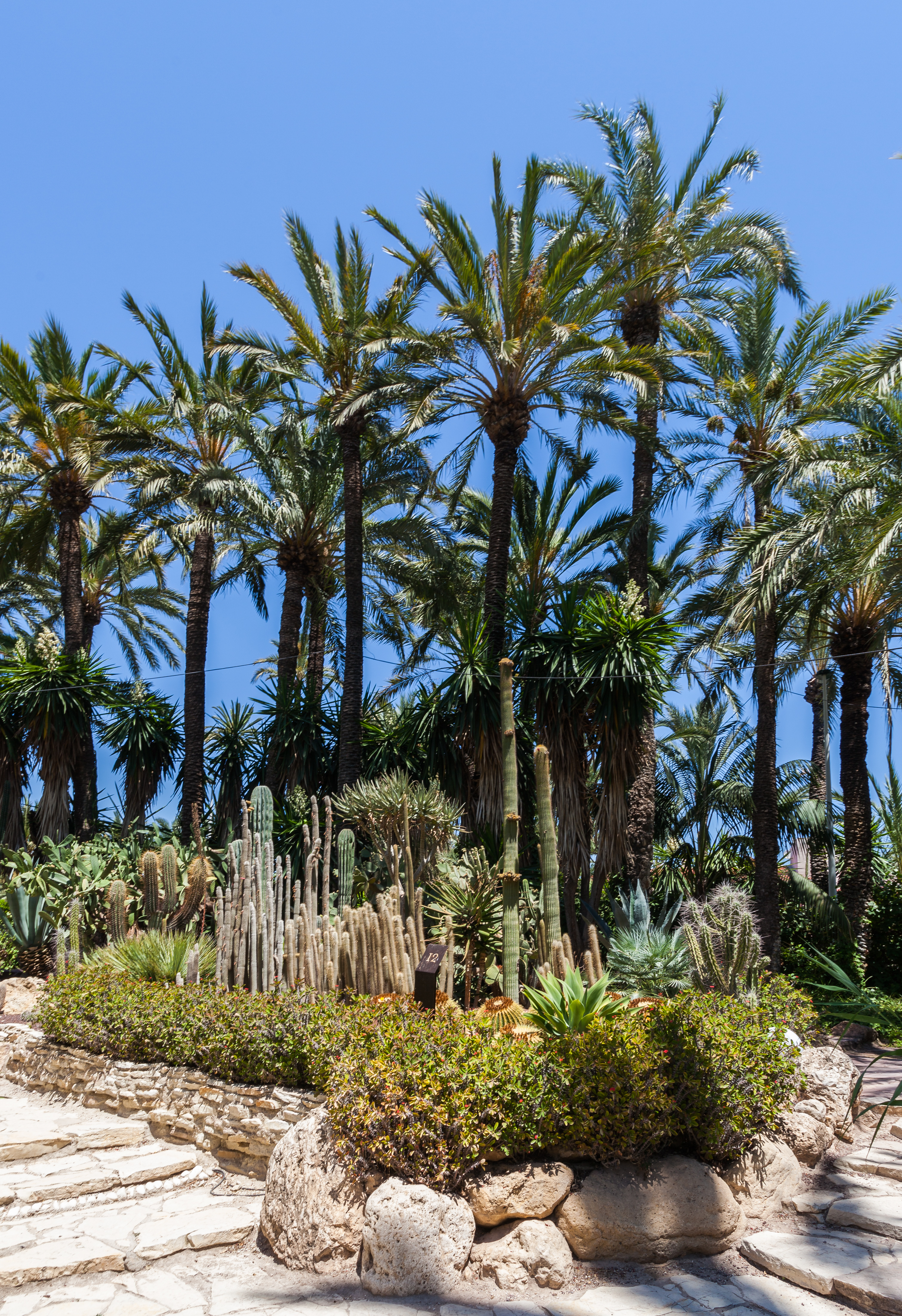
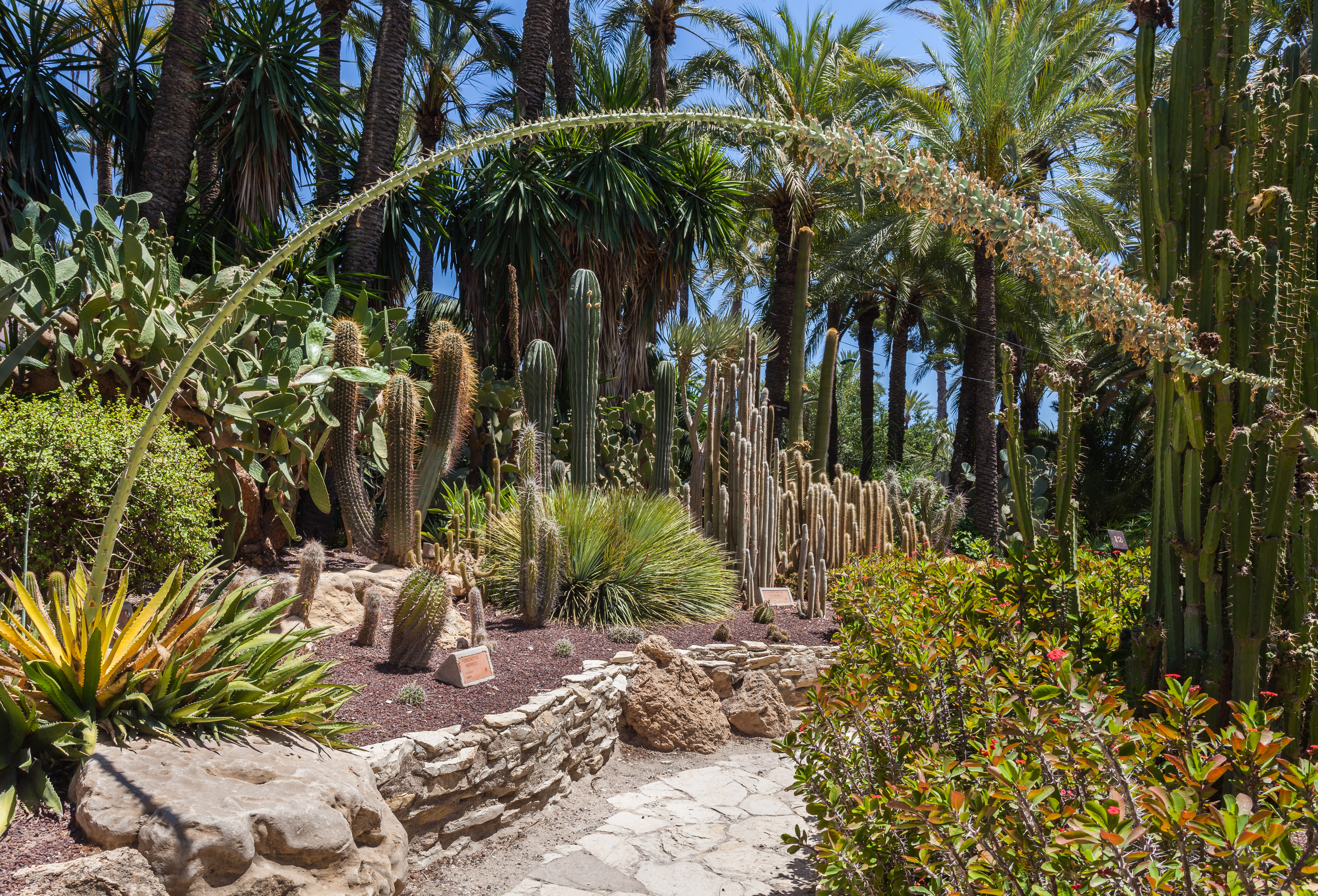
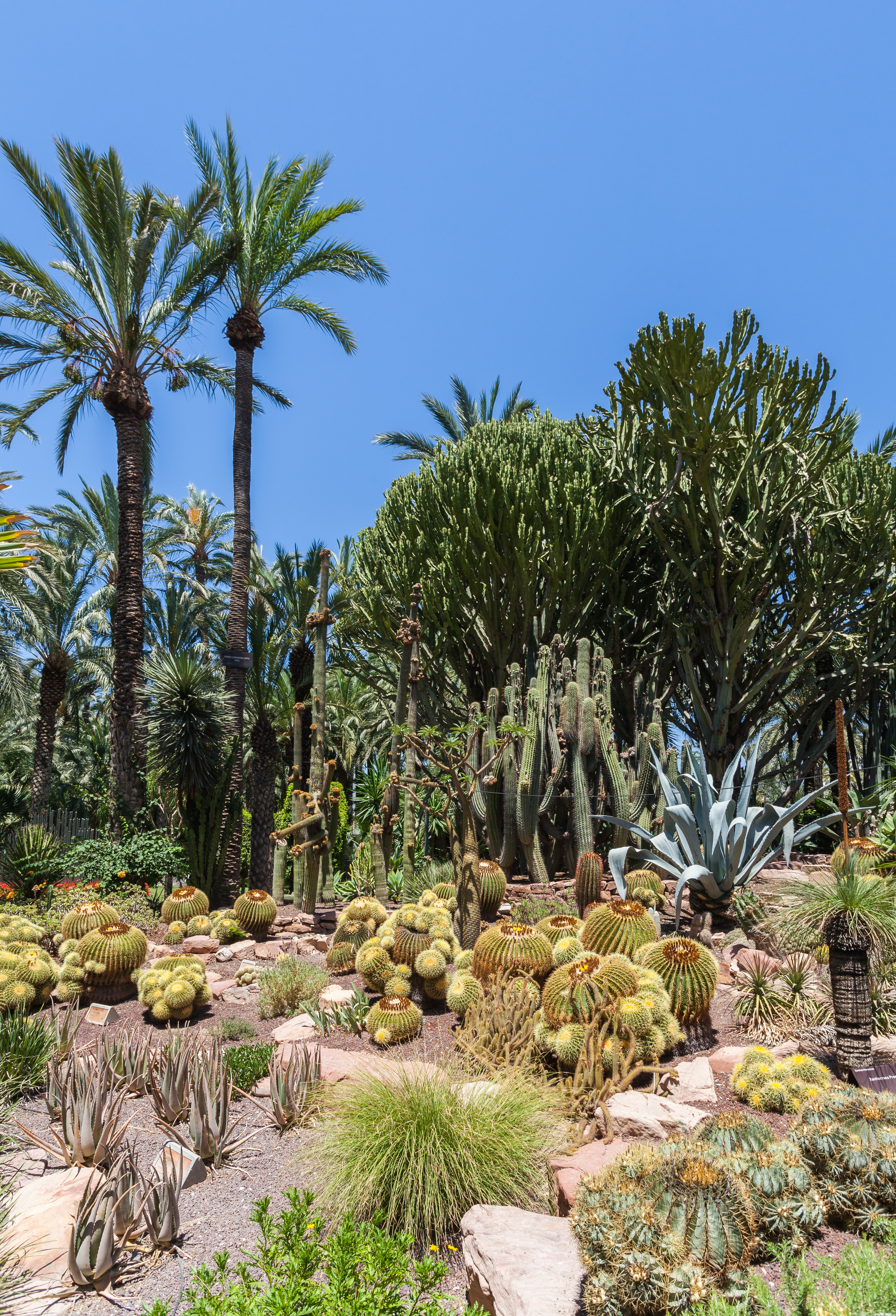
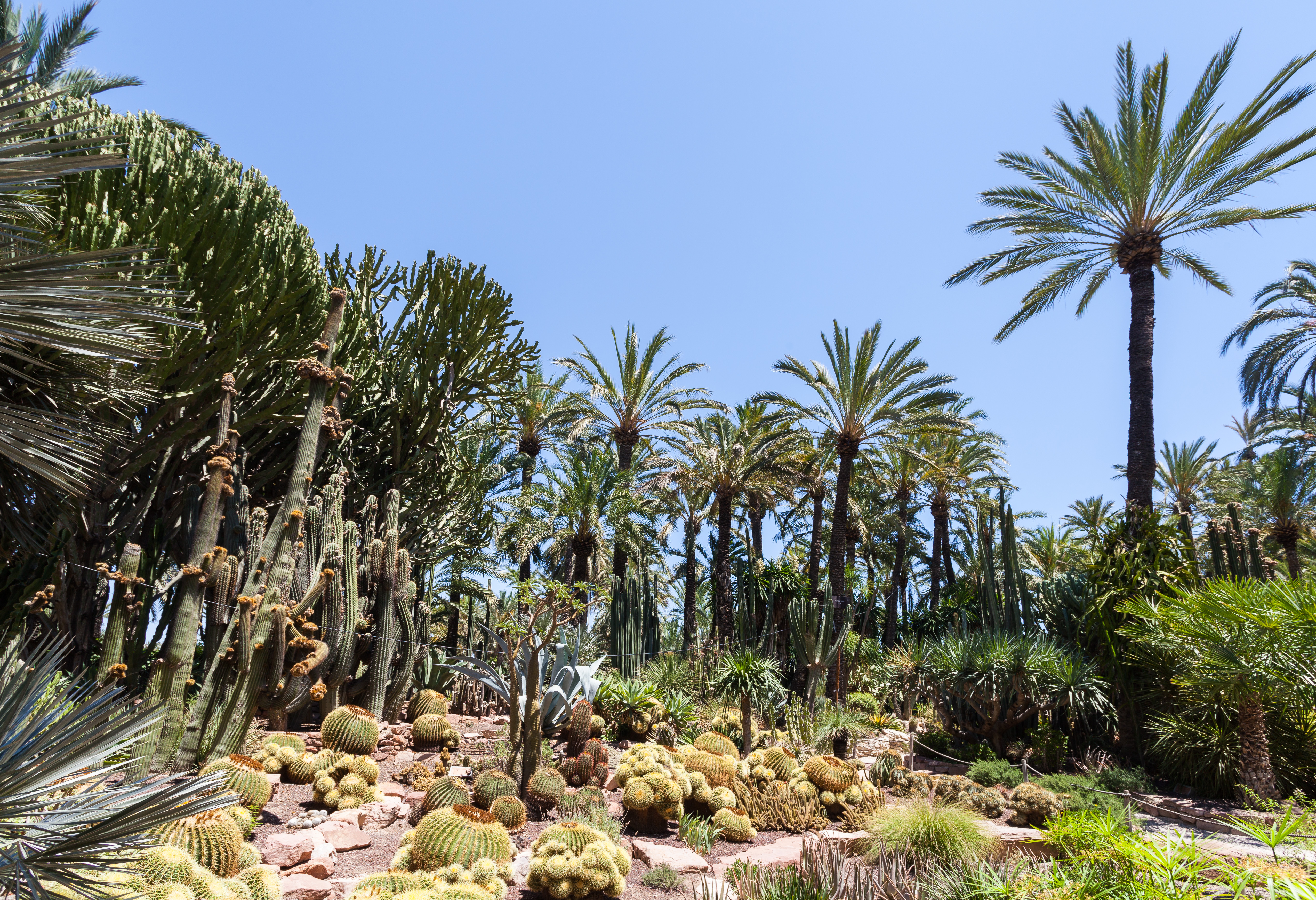
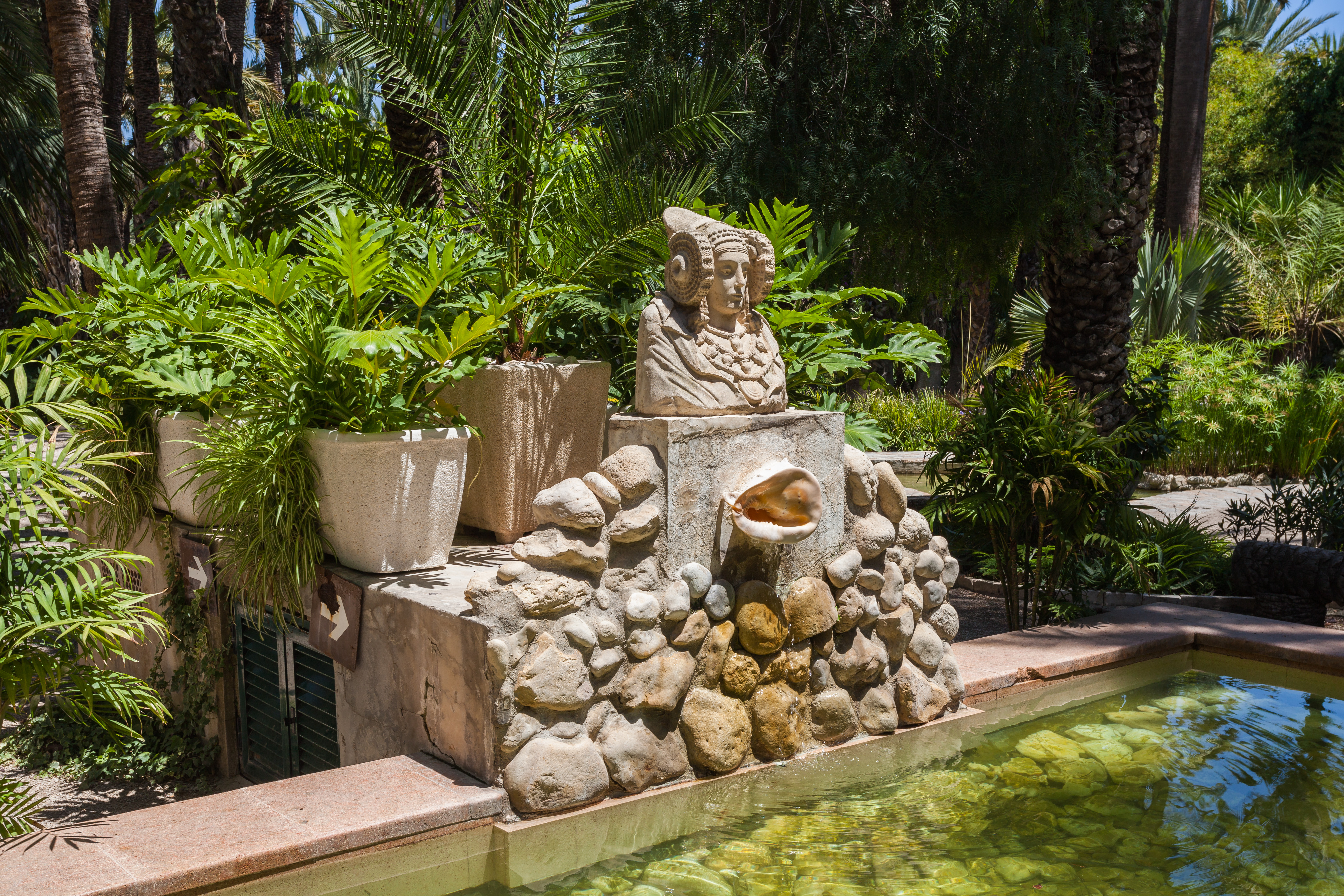